# Phumosia setulosa
Phumosia setulosa är en tvåvingeart som beskrevs av Hiromu Kurahashi och Magpayo 2000. Phumosia setulosa ingår i släktet Phumosia och familjen spyflugor.
Artens utbredningsområde är Filippinerna. Inga underarter finns listade i Catalogue of Life.